# 亨利·康马杰
亨利·斯蒂尔·康马杰（英語：Henry Steele Commager，1902年10月25日—1998年3月2日），是美国历史学家，美國現代自由主義思想的奠基者之一。反对麦卡锡主义、越南戰爭，曾与艾伦·内文斯、阿德萊·史蒂文森二世给美国总统约翰·肯尼迪提供学术支持。

## 著作
- 《美国思想：对 1880 年代以来美国思想和性格的解读》（1950年）
- 《理性帝国：欧洲如何想象和美国实现了启蒙运动》（1977年）
- 《美国历史文献》（1938年）